# Voyage au cœur de la tempête
 (juillet 2019).
Si vous disposez d'ouvrages ou d'articles de référence ou si vous connaissez des sites web de qualité traitant du thème abordé ici, merci de compléter l'article en donnant les références utiles à sa vérifiabilité et en les liant à la section « Notes et références ».

Voyage au cœur de la tempête (anglais : To the Heart of the Storm) est une bande dessinée de Will Eisner publiée chez Kitchen Sink Press en 1991 et traduite en français la même année chez Comics USA. En 2009, elle a été rééditée sous le titre Au cœur de la tempête.

## Récompenses
- 1992 : Prix Eisner du meilleur album
- 1992 : Prix Harvey du meilleur album original
- 1998 :  Prix Micheluzzi du meilleur volume (original)